# Fury of the Furries
Fury Of The Furries es un videojuego de plataformas creado por la empresa Kalisto Entertainment en 1993 en el que controlas a unos simpáticos y peludos personajes de cuatro colores diferentes: amarillo, rojo, verde y azul. Cada uno de los personajes tiene una habilidad diferente y, utilizándolos en cada situación, tienes que conseguir llegar al cartel de EXIT para pasar el nivel.
El juego fue lanzado para Amiga, Amiga CD32, Macintosh y MS-DOS.

## Historia
La nave de estos singulares seres se estrella en un planeta ajeno donde su rey es secuestrado y debes rescatarlo pasando por los diferentes mundos.

## Historia (Pac In Time)
Pac-Man es teletransportado a 1975 por la bruja fantasma y debe regresar a 1995 pasando por los diferentes mundos.

## Personajes
Cada uno de los personajes tiene una habilidad diferente:
- Amarillo: Tiene la habilidad de disparar bolas de fuego que sirven para destruir enemigos. Puede disparar bolas pequeñas seguidas o acumular energía para un disparo único más potente.
- Rojo: Su habilidad consiste en comer las rocas de paredes, suelo, etc. para pasar hasta un lugar cerrado o un bonus oculto.
- Verde:Puede columpiarse en una especie de cuerda siempre que esté sujeta a una roca, al techo, a una pared, etc. ;aunque también puede servir para arrastrar objetos tirando de ellos con la cuerda.
- Azul:Puede sumergirse en el agua(bucear) y, además puede lanzar burbujas de aire dentro del agua para destruir a los enemigos acuáticos.

Cada una de estas habilidades se acciona con la barra espaciadora, y los personajes se mueven con las flechas: "arriba" para saltar, "derecha" para avanzar hacia la derecha e "izquierda" para avanzar hacia la izquierda. Con la flecha "abajo" se cambia de personaje en cada situación, aunque para ello el personaje debe estar quieto en el suelo.

## Niveles
Anexo:Listado de niveles
El videojuego consta de 8 mundos con 10 niveles cada uno y un mundo final:
- 1- Desierto: Está ambientado en una región desértica. Los personajes más utilizados en este mundo son el amarillo y el rojo.
- 2- Lago: En este mundo predominan las zonas con abundante agua por lo que el personaje más utilizado es el azul.
- 3- Bosque: Aquí abundan las plantas y los "enemigos vivos"(avispas, mosquitos, aves, monos, etc.). El más utilizado es el verde, ya que se necesita para escalar los árboles y plantas.
- 4- Pirámide: En este mundo hay que tener mucha habilidad así como ingenio, ya que los niveles son complicados. Se utiliza mucho el rojo para abrir caminos en las paredes y encontrar salidas ocultas.
- 5- Montaña: Lugar gélido y no muy vivo. En este mundo se utilizan todos los personajes por igual aunque si hay uno que predomine podría ser el verde.
- 6- Fábrica: Este mundo está ambientado en una vieja fábrica, abundan los guardias, las ratas y los tanques de ácido, a los que el personaje es vulnerable.
- 7- Pueblo: Ambientado en un pueblo cuyos habitantes suelen atacar a los intrusos.
- 8- Castillo: Estás en un castillo y debes encontrar al rey para rescatarlo de su secuestro.
- 9- Máquina: Este mundo es una especie de laberinto ya que cada "nivel" tiene varios fines que pueden conducir a un lugar no deseado.

## Enemigos
Existen dos tipos de enemigos:
- Los enemigos vivos: pueden moverse por el terreno en un circuito que se repite o persiguiendo a nuestro personaje, incluso hay enemigos capaces de disparar. Por ejemplo: avispas(bosque), peces (lago), aves(bosque), monos(bosque), alacranes(desierto), arañas(desierto), guardias(fábrica, pueblo y castillo), ratas (fábrica), el Yeti (montaña), incluso algunos personajes de cómics como Batman o las tortugas ninja.

- Los enemigos estáticos: no pueden moverse pero tienen pinchos a los que los personajes son vulnerables. Por ejemplo: cactus, plantas con espinas, pinchos de metal (abundantes en la pirámide), etc.

Además de a los enemigos, existen obstáculos, como los pinchos o los lagos de ácido a los que el personaje es también vulnerable. Los personajes son vulnerables a los pinchos, disparos, ácido (líquido verde) aplastamientos (producidos por un bloque de piedra, una bola, etc) o simplemente al contacto con un enemigo.

## Vidas y monedas
Al principio de cada partida tienes a tu disposición cinco vidas que se gastan cada vez que mueres debido a un pinchazo, aplastamiento o agotamiento del tiempo. Las vidas se consiguen recogiendo cien monedas o consiguiendo un huevo con las letras: "1 UP"
Las monedas son abundantes en muchos niveles como en el desierto o en el lago pero escasean en otros como en la pirámide o la montaña. Aunque se puede conseguir una "dosis extra" encontrando un bonus oculto. Las monedas sirven para conseguir vidas extra.

## Bonus ocultos
En muchos niveles existen bonificaciones que se descubren rompiendo rocas, atravesando objeto, etc. que aportan monedas extra para conseguir vidas.

## Pac-In-Time
En 1995 Namco licencio Furry of the Furies para covertirlo a Pac-In-Time, la versión de SNES es diferente a la versión de MS-DOS y Mac